# Leonardo Nascimento de Araujo
Leonardo Nascimento de Araujo (Niterói, 5 september 1969) - alias Leonardo is een Braziliaans voormalig profvoetballer, voetbaltrainer en huidig voetbalbestuurder die voornamelijk als middenvelder speelde. Hij was van 1987 tot en met 2003 actief voor Flamengo, São Paulo, Valencia, Kashima Antlers, Paris Saint-Germain en AC Milan. Leonardo was van 1990 tot en met 2002 international van het Braziliaans elftal, waarmee hij in 1994 wereldkampioen werd en in 1998 opnieuw de finale haalde. Tevens won Leonardo met de Goddelijke Kanaries de CONMEBOL Copa América en de FIFA Confederations Cup.

## Clubcarrière
Leonardo begon in 1987 als profvoetballer bij Flamengo. In 1989 maakte hij de overstap naar São Paulo. Met deze club werd Leonardo in 1991 kampioen van de staat São Paulo en Brazilië. Twee jaar later vertrok Leonardo naar Valencia, waar hij twee seizoenen zou blijven. Na een seizoen bij São Paulo, waar hij de wereldbeker voor clubteams won in 1993, ging de middenvelder na het WK '94 naar Japan om voor Kashima Antlers te gaan spelen. In 1995 won hij de Japanse landstitel. In 1996 werd hij gecontracteerd door Paris Saint-Germain. Na een seizoen maakte Leonardo de overstap naar AC Milan, waar hij twee periodes zou spelen: 1997–2001 (landskampioen in 1999) en 2002–2003. Tussentijds was hij actief bij São Paulo (2001) en Flamengo (2002). In 2003 beëindigde Leonardo zijn carrière als profvoetballer.

## Interlandcarrière
Leonardo speelde zestig interlands voor Brazilië, waarin hij achttien keer scoorde. Hij werd wereldkampioen in 1994 en vicewereldkampioen in 1998. Leonardo won in 1997 de CONMEBOL Copa América en in datzelfde jaar de FIFA Confederations Cup met de Goddelijke Kanaries.

## Trainers- en bestuurscarrière
| Periode   | Club                | Competitie | Functie             |
| --------- | ------------------- | ---------- | ------------------- |
| 2003–2008 | AC Milan            | Serie A    | Scout               |
| 2008–2009 | AC Milan            | Serie A    | Technisch directeur |
| 2009–2010 | AC Milan            | Serie A    | Hoofdtrainer        |
| 2010–2011 | Internazionale      | Serie A    | Hoofdtrainer        |
| 2011–2013 | Paris Saint-Germain | Ligue 1    | Sportief directeur  |
| 2017      | Antalyaspor         | Süper Lig  | Hoofdtrainer        |
| 2018–2019 | AC Milan            | Serie A    | Technisch directeur |
| 2019–     | Paris Saint-Germain | Ligue 1    | Sportief directeur  |

## Erelijst
Als speler
 Flamengo
- Campeonato Brasileiro Série A: 1987, 1991
- Copa do Brasil: 1990

 São Paulo
- Campeonato Paulista: 1991
- CONMEBOL Sudamericana: 1993, 1994
- Supercopa Libertadores: 1993
- Intercontinental Cup: 1993

 Kashima Antlers
- J-League 1: 1996

 AC Milan
- Serie A: 1998/99
- Coppa Italia: 2002/03

 Brazilië
- FIFA WK: 1994
- CONMEBOL Copa América: 1997
- FIFA Confederations Cup: 1997

Individueel
- Bola de Prata: 1991
- AC Milan Hall of Fame
- Golden Foot Award Legends: 2018

Als trainer
 Internazionale
- Coppa Italia: 2010/11